# ساندرا موندیانی
ساندرا موندیانی (ایتالیایی: Sandra Mondaini؛ ‏ ۱ سپتامبر ۱۹۳۱ – ۲۱ سپتامبر ۲۰۱۰) هنرپیشه و مجری اهل ایتالیا بود.
از فیلم‌های او می‌توان به این دنیای دیوانهٔ دیوانهٔ ترانه اشاره کرد.
وی همچنین برندهٔ جوایزی همچون نشان شایستگی از جمهوری ایتالیا شده‌است.